# Sd.Kfz. 234
Schwerer Panzerspähwagen — германский тяжёлый бронеавтомобиль периода Второй мировой войны. По германской ведомственной системе обозначений военной техники носил индекс Sd.Kfz. 234.

## История
Был создан в 1940—1943 годах на замену бронеавтомобилю Sd.Kfz. 231 (8-Rad), проектировался прежде всего для условий Североафриканского театра военных действий и советско-германского фронта. Лобовая броня была усилена до 30 мм, вместо рамного корпуса введён несущий, бензиновый двигатель заменён на более мощный дизель воздушного охлаждения с грузовика «Татра-111».
Sd.Kfz. 234 являлся одним из наиболее технически совершенных бронеавтомобилей Второй мировой войны, однако его создание, прежде всего доводка являвшегося новшеством в германском танкостроении дизельного двигателя, затянулась на три года. В результате, бронеавтомобиль, производство базового варианта которого началось только в 1944 году и продолжалось вплоть до конца войны, был выпущен сравнительно малой серией из 478 единиц.

### Разработка и производство
Приказ о создании нового бронеавтомобиля, призванного заменить машины на базе шасси GS, поступил из министерства вооружения 5 августа 1941 года. Тактико-технические требования предусматривали способность машины действовать в экстремальных условиях Сахары: именно для североафриканского театра в первую очередь и создавался новый броневик. Чтобы увеличить запас хода, машину планировали оснастить дизелем воздушного охлаждения мощностью более 200 л. с. Особое внимание планировалось уделить вентиляции боевого отделения.
Создание нового бронеавтомобиля поручили фирме Bussing-NAG. Башню для бронеавтомобиля создавали сразу две фирмы: Daimler-Benz AG и Friend-rich Schichau. Чешская фирма Tatra получила заказ спроектировать 12-цилиндровый дизель объёмом 14800 см³ и мощностью 210 л. с. при 2200 об/мин. Масса двигателя не должна была превышать 700 кг. Первые два прототипа представили министерству вооружения в конце 1941 года. На фирме Bussing-NAG прототипу присвоили заводское обозначение-ARK (Achtradkraftwagen — восьмиколёсный автомобиль). После коротких испытаний представители армии потребовали доработать дизель Tatra 103. Замечания военных касались, прежде всего, системы охлаждения и питания двигателя. Кроме того, по мнению военных дизель при работе создавал слишком сильный шум, что быстро утомляло экипаж. Чтобы снизить уровень шума, потребовалось кардинальным образом переработать систему выхлопа.
|               | 1944 | 1944 | 1944 | 1944 | 1944 | 1944 | 1944 | 1944  | 1945 | 1945 | 1945 | 1945 | 1945  | Итого |
| ------------- | ---- | ---- | ---- | ---- | ---- | ---- | ---- | ----- | ---- | ---- | ---- | ---- | ----- | ----- |
|               | 6    | 7    | 8    | 9    | 10   | 11   | 12   | Всего | 1    | 2    | 3    | 4    | Всего |       |
| SdKfz 234/1   |      |      |      |      | 34   | 27   | 11   | 163   | 37   |      |      |      | 37    | 200   |
| SdKfz 234/3   |      |      |      |      | 1    | 20   |      | 88    |      |      |      |      |       | 88    |
| SdKfz 234/4   |      |      |      |      |      |      | 25   | 25    | 11   | 23   | 19   | ?    | 53+   | 78+*  |
| Принято WaA   | 62   | 31   | 22   | 43   | 35   | 47   | 36   | 276   | 48   | 23   | 19   | ?    | 90    | 366   |
| SdKfz 234/1   | 53   | 12   | 31   | 41   | 34   | 27   |      | 152   | 37   |      | 18** | ?    | ?     | ?     |
| SdKfz 234/3   | 53   | 12   | 31   | 41   | 1    | 13   | 28   | 88    |      |      |      |      |       | 88    |
| SdKfz 234/4   |      |      |      |      |      |      | 25   | 25    | 3    | 26   | 17** | ?    | ?     | ?     |
| Передано In.6 | 53   | 12   | 31   | 41   | 35   | 40   | 53   | 265   | 40   | 26   | 35   | ?    | 101   | 366   |

*Сколько было изготовлено машин в апреле, не известно. Указывается, что всего SdKfz 234/4 выпустили 89.
**Примерно. Фактически должно было быть 11 SdKfz 234/1 и 24 SdKfz 234/4. И еще 11 SdKfz 234/4 должны были сделать в апреле. Увы, но как все происходило на самом деле, уже не узнать.
Кроме того было капитально отремонтировано на заводе в январе 1945 года 3 SdKfz 234/3 и в марте еще 2 тяжелых бронеавтомобиля не определенной модификации.

## Организационно-штатная структура
Sd.Kfz. 234/1, 234/3, а с конца года и 234/4 использовались германскими войсками, преимущественно в разведывательных батальонах танковых и моторизованных дивизий с июня 1944 года и вплоть до конца войны. По штату 1109 (gp) (fG) от 1.04.1944 в разведывательном батальоне полагалось иметь 10 Sd.Kfz. 251, 13 Sd.Kfz. 234/1 и 3 Sd.Kfz. 234/3.
По штатам 1162d от 1.03.1944 в роте 19 Sd.Kfz.234/1 и 6 Sd.Kfz.234/3.
По штату 1162f в разведроте (fG) от 1.4.1945 полагалось 8 Sd.Kfz.234/1, 7 Sd.Kfz.234/4, а так же 3 Sd.Kfz.251/3, 3 Sd.Kfz.251/21 и 3 Sd.Kfz.251/22.

## Боевое применение
Бронеавтомобили воевали на советско-германском и западном фронтах — из 39 танковых и моторизованных дивизий и бригад, получивших бронеавтомобили Sd.Kfz. 234 разных модификаций в 1944—1945 годах, воевали на восточном и западном фронтах.
Например, Pz.Ler.Divizion (учебная танковая дивизия) 6 июня — 17 августа 1944 в Нормандии, с ноября 1944 по апрель 1945 в Арденнах, Нидерландах и Руре. 1. LSSAH (1-я танковая дивизия СС «Лейбштандарт СС Адольф Гитлер») 6 июня — 22 августа 1944 в Нормандии, 16 декабря 1944 — 25 января 1945 в Арденнах, 6 — 16 марта 1945 в наступлении в Венгрии. 2. Pz.Div. (2-я танковая дивизия) 6 июня 1944 — 7 мая 1945 в Нормандии, Арденнах и Западной Германии. 20. Pz.Div. (20-я танковая дивизия) в марте — июне 1944 в сражениях под Невелем, Бобруйском и Холмом. В июне 1944 года дивизия окружена в результате советского наступления, и ей пришлось пробиваться, несмотря на сокрушительные потери. После перевода в состав группы армий «Южная Украина» (на участок, считавшийся спокойным) 20-я танковая дивизия вновь понесла огромные потери в результате советского наступления и того, что Румыния перешла на сторону противника и линия фронта рухнула. В ноябре 1944 года остатки дивизии находились в Восточной Пруссии, а в декабре её направили в Венгрию. После отхода в Австрию дивизия направлена в Силезию, где участвовала в боях под Бреслау, Швайдницем и Нейссе. В апреле 1945 дивизия разгромлена Красной Армией под Герлицем и отброшена в Богемию, где закончила войну в котле восточнее Праги в мае 1945. 7. Pz.Div. (7-я танковая дивизия) в районе Тарнополя (Тернополя) до марта 1944, когда была разбита и с 1-й танковой армией попала в окружение. Остатки дивизии вырвались, но ни один из её «тигров» не пережил этого. 21 апреля 1944 года некогда могучая 7-я тд насчитывала 1 872 боеспособных солдата и офицера, 9 орудий, 11 противотанковых пушек и 9 танков (из которых 1 трофейный Т-34). 150. SS-Panzer-Brigade (150-я танковая бригада СС) 16 декабря 1944 — 25 января 1945 в наступлении в Арденнах с использованием 3 единиц Sd.Kfz.234/2 Пума, 3 штук 234/3 и значительного количества трофейной техники и формы.
То есть, из шести дивизий и бригад три воевали только на западе, две только на востоке и одна — и там и там.

## Модификации
- Schwerer Panzerspähwagen (2 cm), Sd.Kfz. 234/1 — базовый вариант, с 20-мм пушкой K.w.K 30 в открытой сверху башне. Выпущено 200 единиц с июня 1944 по январь 1945 года (1944—163, 1945 — 37).
- Schwerer Panzerspähwagen (5 cm), Sd.Kfz. 234/2 — вариант с 50-мм пушкой KwK 39 в закрытой башне. Был запущен в производство первым, в связи с требованиями армии по усилению вооружения разведывательных бронеавтомобилей, но в 1943 году было принято решение сократить его выпуск в пользу производства базового варианта. Выпущена 101 единица с сентября 1943 по сентябрь 1944 года (1943 — 7, 1944 — 94).
- Schwerer Panzerspähwagen (7,5 cm), Sd.Kfz. 234/3 — вариант огневой поддержки, с 75-мм короткоствольной пушкой K51 в неподвижной открытой сверху рубке. Выпущено 88 единиц с июня по декабрь 1944 года.
- Schwerer Panzerspähwagen (7,5 cm), Sd.Kfz. 234/4 — противотанковый вариант, с 75-мм противотанковой пушкой PaK.40, размещённой в открытом сверху боевом отделении и защищённой лишь лобовым щитком. Выпущено 89 единиц с декабря 1944 по март 1945 года (1944 — 25, 1945 — 64).

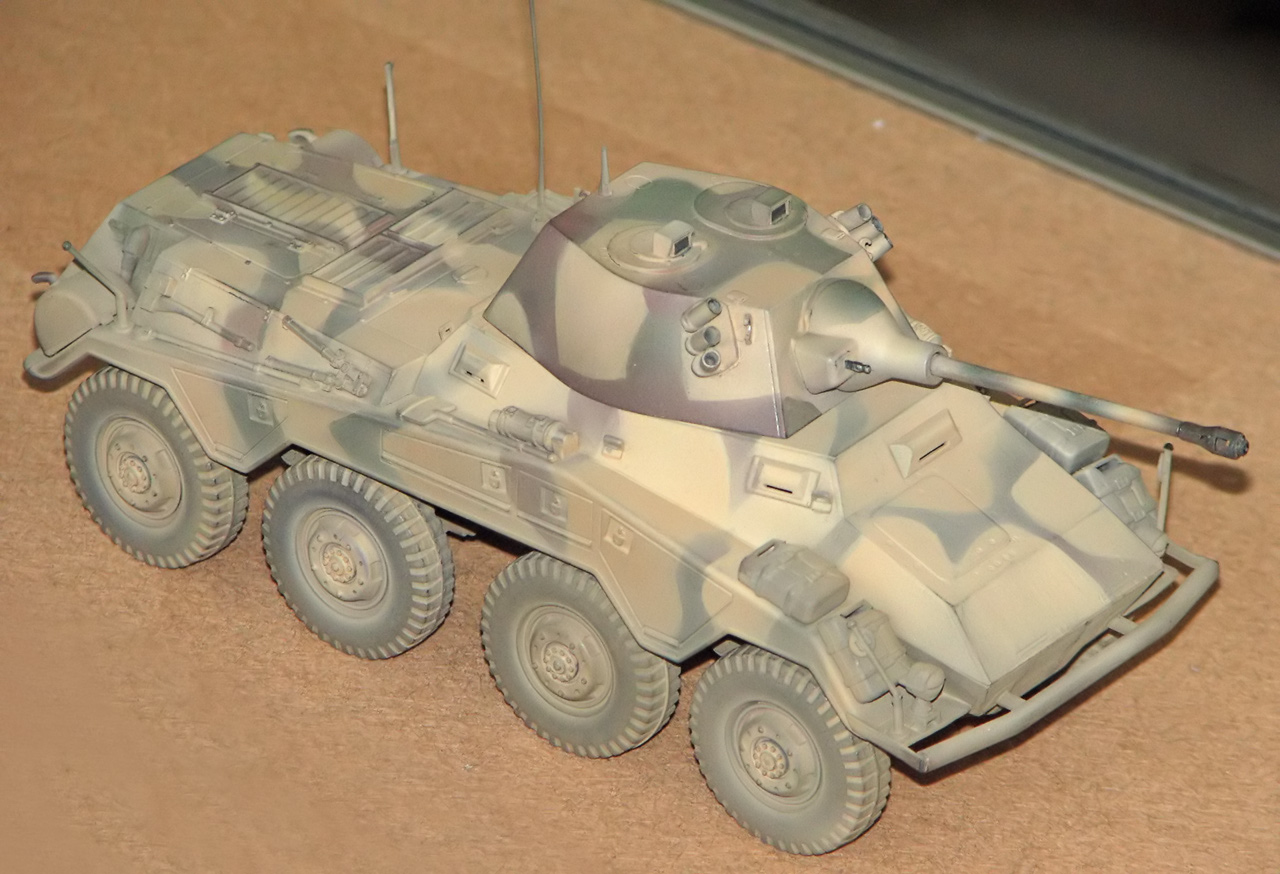
Миниатюрная модель Sd.Kfz. 234/2 Puma в танковом музее в Мунстере
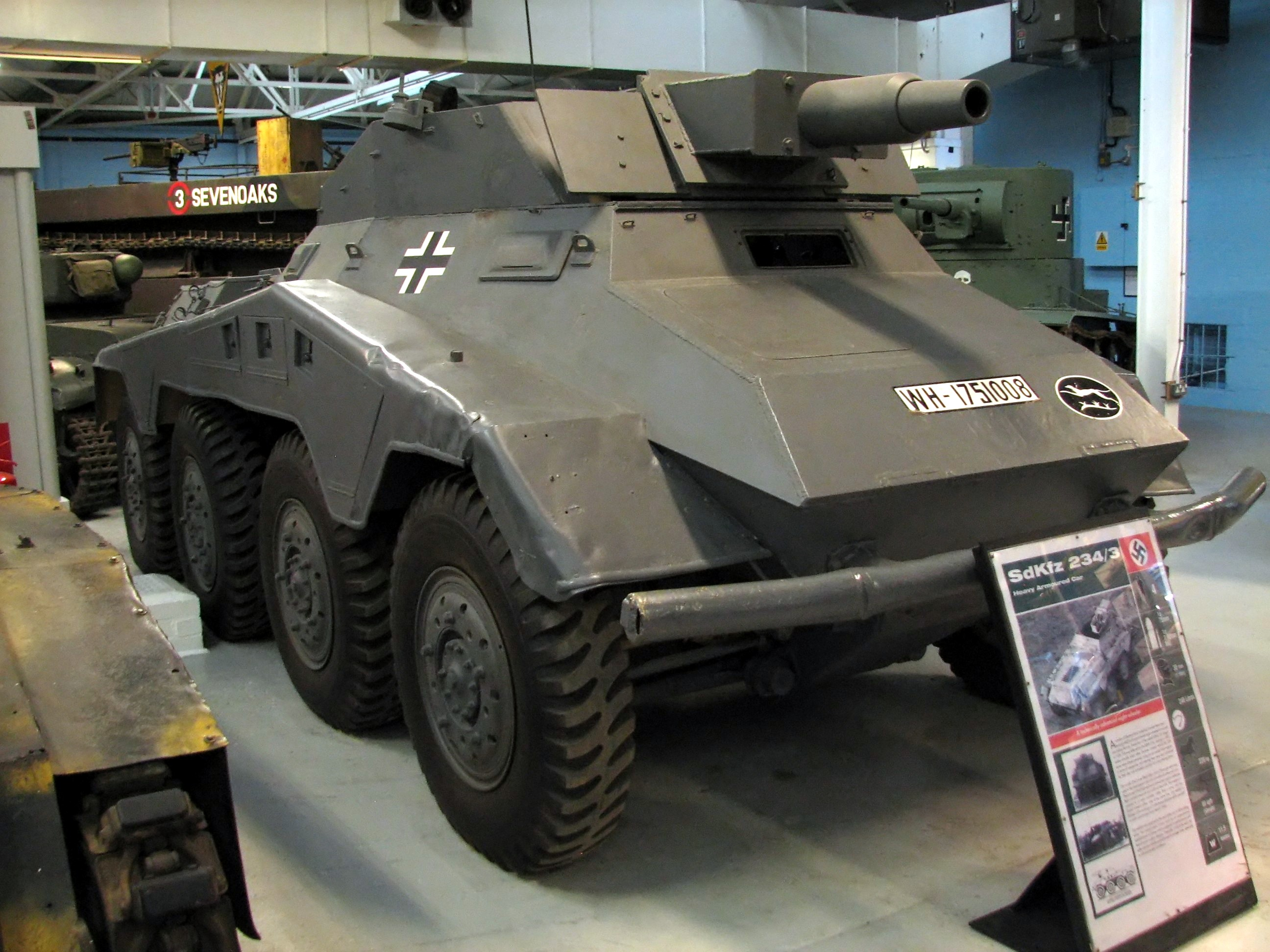
Sd.Kfz. 234/3 в танковом музее в Бовингтоне
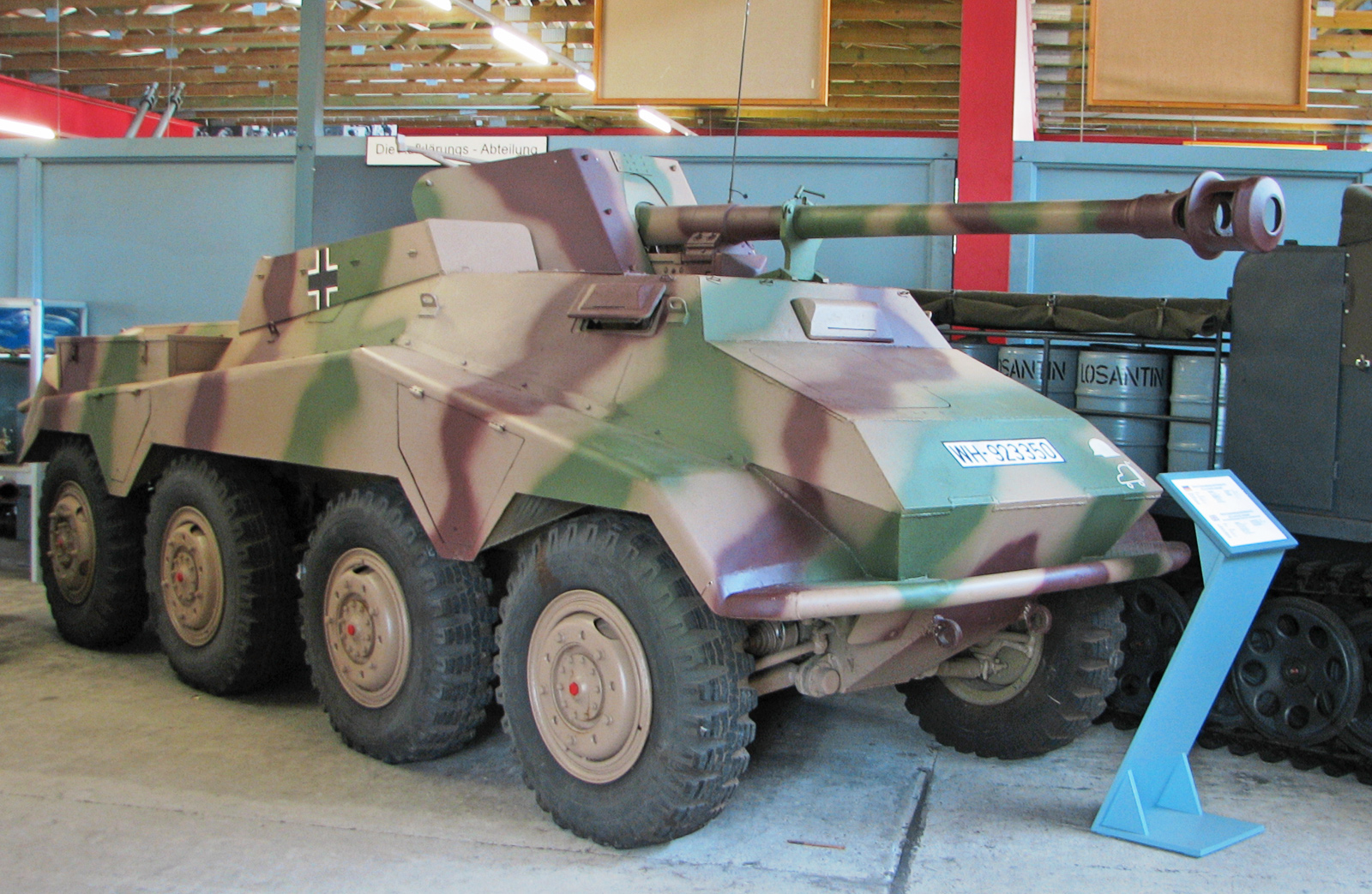
Sd.Kfz. 234/4 в танковом музее в Мунстере